# バンカーズ・ランプ

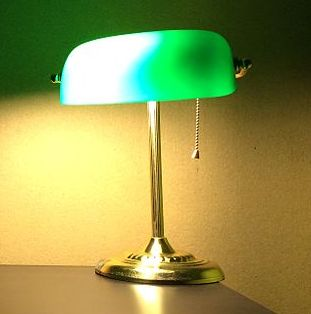
バンカーズ・ランプの例

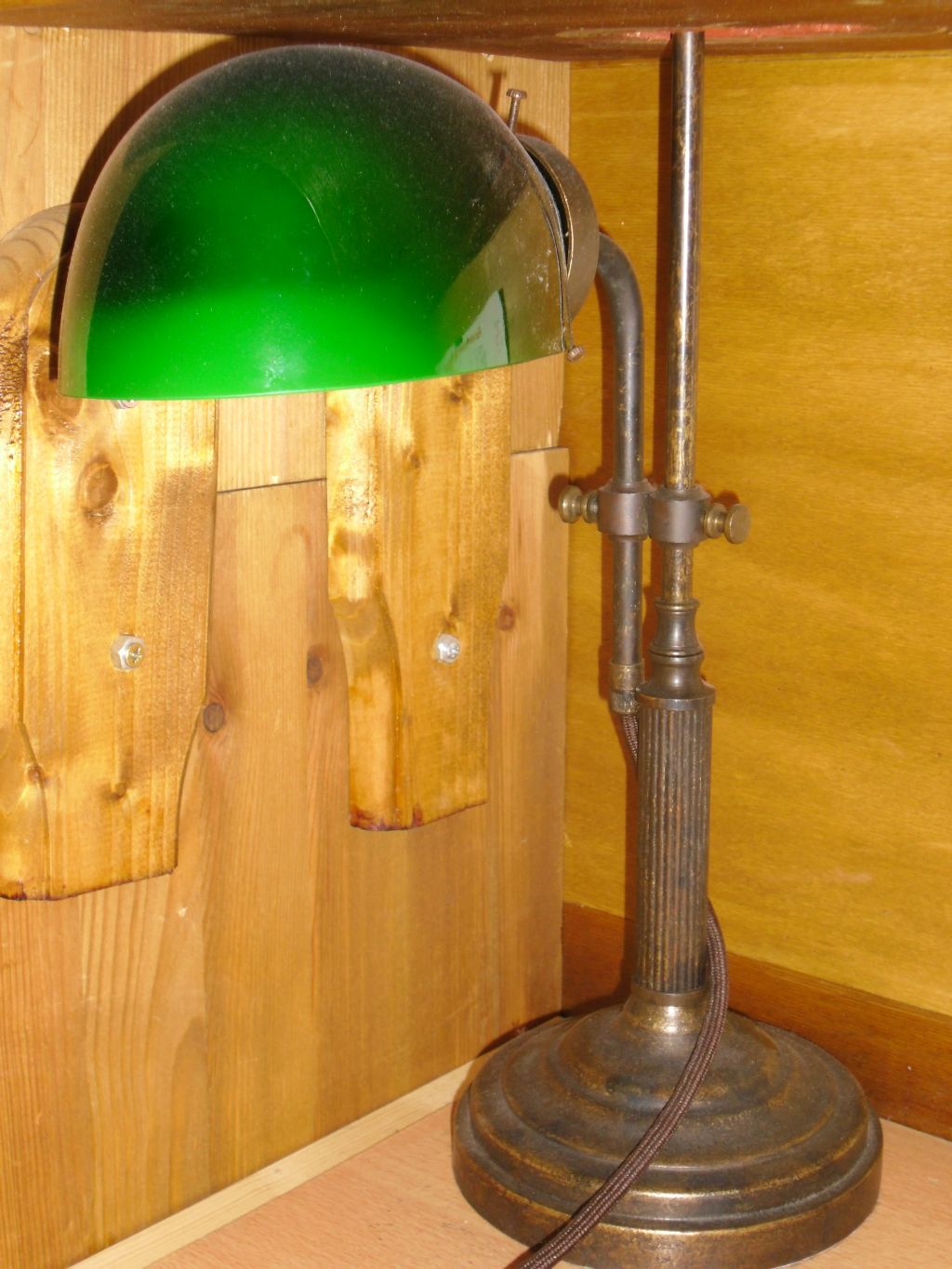
バンカーズ・ランプの例

バンカーズ・ランプは、象徴的なスタイルのテーブルランプで、真鍮のスタンド、緑色のガラスのランプシェード、プルチェーンスイッチといった要素を特徴とする（最近では、琥珀色のガラスや、ほかのタイプのスイッチを採用しているものもある）。

## 歴史
バンカーズ・ランプの最初の特許は、Harrison D. McFaddinが1901年5月11日に出願し、Emeralite（「エメラルド」と「光」）の名で生産、販売した。 この製品はモラビアのRapotínにあるJ. Schreiber & Neffenが製造した  。その後、他社が「Greenalites」や「Ambrolites」といった競合商品を発売した。